# اس‌ام یو-۱۲۶
اس‌ام یو-۱۲۶ (به انگلیسی: SM U-126) یک زیردریایی بود که طول آن ۸۱٫۵ متر (۲۶۷ فوت) بود. این زیردریایی در سال ۱۹۱۸ ساخته شد.